# Шоу, Дэвид Джон
Дэвид Джон Шоу (англ. David John Shaw; род. 20 июля 1954 – 8 января 2005) — дайвер австралийского происхождения, технический дайвер и пилот авиакомпании Cathay Pacific. Он совершал полеты в компании Cathay Pacific с 1989 года вплоть до его смерти в 2005 году.

## Снаряжение для погружения
Первым ребризером Дэвида Шоу был ребризер с замкнутым контуром, с которым он погружался на большую глубину.
Mk15.5 был его любимым ребризером для погружений глубже 150 метров. Для длительных погружений в пещерах на глубине менее 150 метров Шоу использовал Cis-Lunar.

## Рекорды в дайвинге
Дэвид Шоу побил следующие рекорды в Бушман Хоул, Южная Африка в октябре 2004 года:
- Глубина с ребризером
- Глубина в пещере с ребризером

- Глубина на высоте с ребризером

- Глубина ранинга

В этом погружении Шоу обнаружил тело южноафриканского драйвера, Дэона Дрейера, утонувшего в Бушман Хоул десять лет назад. Тело находилось на глубине 270 метров.
Продолжительность данного погружения составляла 9 часов 40 минут.

## Последнее погружение
Дэвид Шоу поставил целью вернуть тело Дэона Дрейера на поверхность. В ходе этой операции он погиб. Инцидент произошел 8 января 2005 года.
Перед погружением эксперты и сам Дэвид Шоу предполагали, что тело находящегося под водой дайвера превратилось в скелет. Однако они ошибались: труп превратился в мылообразное вещество, которое стало плавучим. В связи с этим возвращение Дэона Дрейера на поверхность стало более сложной задачей, и Дэвиду пришлось потратить гораздо больше времени на то, чтобы подготовить труп к поднятию.
Исследователи считают, что Дэвид Шоу погиб из-за респираторных заболеваний, которые возникали у него при высоком давлении.
Три дня спустя оба тела всплыли на поверхность.

## Личная жизнь
Дэвид Шоу и его жена жили в Гонконге. У них двое детей, Стивен Шоу и Лиза Шоу (сейчас Лиза Мойерс).